# Margovula marginata
Margovula marginata is een slakkensoort uit de familie van de Ovulidae. De wetenschappelijke naam van de soort is voor het eerst geldig gepubliceerd in 1828 door G.B. Sowerby I.